# Aglaoschema collorata
Aglaoschema collorata là một loài bọ cánh cứng trong họ Cerambycidae.